# View-Master Stereo Color Camera
La View-Master Stereo Color Camera, anche conosciuta come View-Master Mark II o View-Master MKII, è una fotocamera stereoscopica 35mm prodotta da Rodenstock nel 1962 per conto della Sawyer's. La fotocamera è progettata per produrre diapositive stereoscopiche 12,90x11.90 mm, che, una volta montate sugli appositi dischetti, sono visibili in rilievo attraverso un visore View-Master. La fotocamera fa parte del sistema View-Master Stereo Color Camera, comprendente anche una fustella e dischetti vuoti in cui inserire le diapositive stereoscopiche realizzate artigianalmente.

## Storia

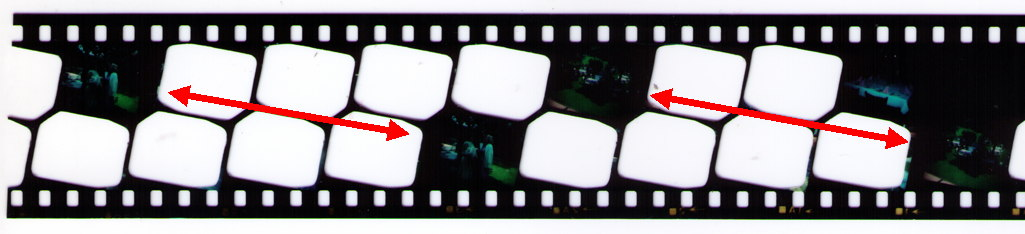
Pellicola 35mm impressionata da una View-Master Stereo Color Camera

La prima commercializzazione della View-Master Personal Stereo Camera avvenne nel 1952 quando, in seguito alla popolarità ottenuta dalla diffusione del sistema stereoscopico View-Master la Sawyer's di Portland decise di commercializzare un sistema che permettesse a chiunque di realizzare dei dischetti "personali" con le proprie fotografie stereoscopiche, che potessero essere poi visualizzati con i comuni visori del sistema View-Master.
Negli anni sessanta, a partire dal 1962, il marchio View-Master commercializzò un secondo sistema, l'MKII, comprensivo di un'altra fotocamera, una seconda fustella e un secondo set di dischetti vuoti. Il sistema venne modificato e una caratteristica di questa seconda versione era quella di impressionare la pellicola diagonalmente, cosicché le coppie di diapositive stereoscopiche non si trovavano più allineate sulla stessa fila, ma posizionate diagonalmente rispetto alla scorrimento orizzontale della stessa.